# Peter Starlinger
Peter Starlinger (* 18. März 1931 in Freiburg im Breisgau; † 1. September 2017) war ein deutscher Genetiker und Molekularbiologe.

## Leben
Als Sohn von Wilhelm Starlinger (Chefarzt in Königsberg und Zwangsarbeiter im Gulag) studierte Peter Starlinger Medizin an der Christian-Albrechts-Universität Kiel. Ab 1952 arbeitete er in der Virus-Forschungsgruppe von Adolf Butenandt in Tübingen. Er promovierte dort über den Tabakmosaikvirus und ging anschließend als Post-Doktorand ans Caltech. Danach wechselte er an die von Max Delbrück neu gegründete Molekulargenetik-Gruppe an der Universität Köln (Institut für Genetik). Starlinger wurde schließlich zum Professor für Genetik und Strahlenbiologie an der Universität Köln berufen. Seit 1982 war er auch Auswärtiges Wissenschaftliches Mitglied des Max-Planck-Instituts für Züchtungsforschung. Zeitweise war er an der Universität Köln Direktor des Instituts für Genetik.
1979 erhielt er den Robert-Koch-Preis und 1985 die Otto-Warburg-Medaille.
Starlinger entdeckte zusammen mit seinem damaligen Doktoranden Heinz Saedler um 1968 Transposon-Elemente (Insertionssequenzen, IS, der Name wurde von Saedler und Starlinger vorgeschlagen) in den Genen von Bakterien. Sie fanden sie beim Studium des Galaktose-Operons von E. coli, das sie in ähnlicher Weise untersuchten wie Anfang der 1960er Jahre Jacob und Monod das Lac-Operon. Solche Insertionssequenzen entdeckte unabhängig etwa gleichzeitig auch Jim Shapiro in London und zuvor schon in den 1940er Jahren Barbara McClintock in Mais, die allerdings noch keine molekulargenetischen Methoden anwandte. Starlinger entdeckte kurz danach mit anderen, dass es sich bei den IS-Elementen um keine zufälligen Einfügungen handelte, sondern spezielle mobile Elemente, versehen mit einer Transkriptions-Stop-Markierung (um 1972). Starlinger (und Saedler) wandten sich dann ebenfalls der Pflanzengenetik zu, insbesondere beim Mais.
1981 wurde er ordentliches und 1997 korrespondierendes Mitglied der Nordrhein-Westfälischen Akademie der Wissenschaften und der Künste. Seit 1987 war er Mitglied der National Academy of Sciences, seit 1989 ordentliches Mitglied der Academia Europaea.
In den 1980er Jahren engagierte sich Peter Starlinger in gesellschaftspolitischen Fragen zur Atomrüstung, sowie zum Nutzen der Gentechnik in der Landwirtschaft.

## Schriften
- Starlinger / Saedler: Insertion mutations in microorganisms, Biochimie, Band 54, 1972, S. 177–185
- Saedler / Starlinger: Twenty-five years of transposable element research in Köln, in Fedoroff, Botstein (Hrsg.): The Dynamic Genome – Barbara McClintock’s ideas in the century of genetics, Cold Spring Harbor Laboratory Press 1992
- Starlinger: Fifty good years, Annual Review Plant Biology, Band 56, 2005, S. 1–13
- Starlinger / Saedler in Science Citation Classics zu ihrem Aufsatz IS elements in microorganisms, Current Topics Microbiology Immunology, Band 75, 1976, S. 111, Online, PDF; 232 kB